# Gotham Football Club
O Gotham Football Club é um clube de futebol feminino profissional dos Estados Unidos baseado na Região Metropolitana de Nova Iorque. Fundado em 2006 como Jersey Sky Blue, o time foi conhecido como Sky Blue FC de 2008 a 2020 e como NJ/NY Gotham FC de 2021 a 2024. É membro-fundador e franquia da National Women's Soccer League, a principa liga de futebol feminino do país, desde 2013. Antes, como o Sky Blue FC, também jogou na Women's Professional Soccer de 2009 a 2011.

## História

### Início do time, 2008
Em 5 de março de 2008, o Sky Blue FC nomeou Ian Sawyers como seu primeiro treinador e diretor-geral, mas só em 9 de setembro do mesmo ano é que o time ganhou oficialmente o nome "Sky Blue FC". Uma semana depois, a WPS organizou a alocação de jogadoras da Seleção Americana para os times da liga, com Heather O'Reilly, Natasha Kai e Christie Rampone sendo alocadas para o Sky Blue FC.
Em 24 de setembro, aconteceu o primeiro draft Internacional da WPS. O clube escolheu a atacante australiana Sarah Walsh no primeiro round e as brasileiras Rosana e Ester no segundo e terceiro round respectivamente. No quarto e último round, o Sky Blue escolheu a meio-campo canadense Kelly Parker. Além disso, o time conseguiu posteriormente adquirir as jogadoras Collette McCallum e Anita Asante.
Em 6 de dezembro, aconteceu o draft geral da liga. Na ocasião, o Sky Blue FC adquiriu as jogadoras Cori Alexander, Keeley Dowling, Kacey White e Jenny Hammond. Em 3 de dezembro, o técnico Ian Sawyers anunciou Kelly Lindsey como sua assistente.
Em 16 de janeiro de 2009, aconteceu o Draft Universitário da WPS. Nesse dia, o clube adquiriu as jogadoras Yael Averbuch, Meghan Schnur, Karen Bardsley, Christie Shaner, Julianne Sitch, Jen Buczkowski, Zhang Ouying, Mary Therese McDonnell, Mele French e Fanta Cooper.

### Temporada inaugural da WPS, 2009

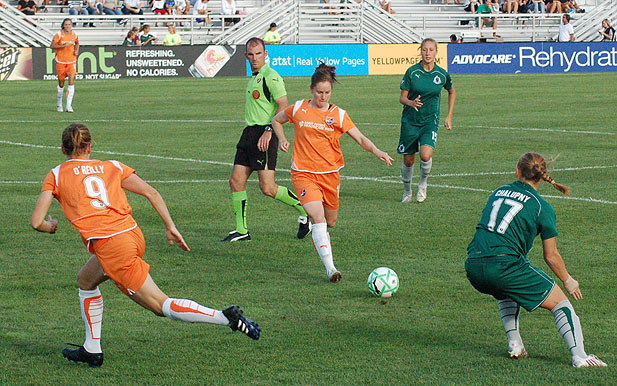
Sky Blue FC jogando a "Super Semifinal" contra o Saint Louis Athletica

O Sky Blue FC estreou em 5 de abril de 2009, com uma derrota por 2-0, em casa, para o Los Angeles Sol. O time jogou suas duas primeiras partidas no TD Bank Ballpark em Bridgewater, Nova Jersey antes de se mudar de forma definitiva para o Yurcak Field no campus da Universidade Rutgers.
O time conseguiu apenas um vitória e dois empates nos seus seis primeiros jogos, antes que, em 23 de maio de 2009, o treinador e diretor geral, Ian Sawyers fosse suspenso do time indefinitavamente devido à desavenças com o clube. Durante sua ausência, a assistente Kelly Lindsey assumiu como interina e a sorte do time começou a mudar. Em 19 de junho de 2009, Lindsey foi oficialmente efetivada como treinadora principal da equipe pela então nova Diretora Geral, Gerry Marrone.
O período de Lindsey á frente do time, no entanto, foi curto, já que em 30 de julho de 2009, ela abruptamente pediu demissão do cargo. Ela havia vencido cinco e empatado três de seus 12 jogos à frente do time. A veterana (e capitã do time) Christie Rampone foi então instaurada no cargo de treinadora interina. A terceira treinadora da equipe na temporada. Rampone continuou exercendo suas funções dentro de campo, se tornando assim a primeira jogadora-treinadora da história da WPS. Rampone conseguiu liderar à equipe rumo a um quarto lugar na temporada regular o que garantiu ao Sky Blue FC uma vaga nos play-offs daquele ano. Após derrotar o Washington Freedom e o Saint Louis Athletica nos play-offs a equipe chegou a grande final contra o Los Angeles Sol que havia terminado a temporada regular em primeiro lugar. A final aconteceu em 22 de agosto de 2009 e um gol de Heather O'Reilly aos 16 minutos do primeiro tempo garantiu ao Sky Blue FC o campeonato. Derrotando assim, o Los Angeles Sol por 1-0 no Home Depot Center em Carson, Califórnia.

### Temporada de 2010
Com mais dois times entrando na WPS, o Atlanta Beat e o Philadelphia Independence, para a temporada de 2010, era certo que o Sky Blue Fc perderia algumas jogadoras de seu elenco campeão na temporada anterior. Em 15 de setembro de 2009, durante o Draft de Expansão, Jen Buczkowski foi adquirida pelo Philadelphia Independence, enquanto Noelle Keselica assinou com o Atlanta Beat.
Em 29 de setembro de 2009, o Sky Blue FC anunciou que havia contratado a ex-jogadora e técnica finlandesa Pauliina Miettinen para ser a nova treinadora do time.
O Sky Blue FC começou a temporada em 11 de abril de 2010 em uma partida contra o Chicago Red Stars em casa no Yurcak Field. O time não perdeu tempo e logo aos quatro minutos do primeiro tempo a atacante Natasha Kai marcou o gol da vitória do Sky Blue FC. No entanto, durante a temporada a equipe teve enormes dificuldades para marcar gols. O time contava com 5 vitórias, 6 derrotas e 3 empates quando a treinadora Pauliina Miettinen foi dispensada pela diretoria do clube. O treinador assistente, Rick Stainton assumiu e liderou a equipe até o final da temporada. O clube terminou a temporada regular em quinto lugar com 7 vitórias, 10 derrotas e 7 empates, três pontos atrás do quarto colocado, Washington Freedom e acabou ficando fora dos play-offs daquele ano.

### Temporada de 2011
A temporada de 2011 foi a primeira temporada do premiado treinador de futebol feminino Jim Gabarra à frente do time. Gabarra havia passado a última década como técnico do Washington Freedom. Antes do início da temporada, o Sky Blue FC viajou para a Turquia, onde disputou um torneio internacional contra outros três times: FC Malmö, FK Energiya e Fortuna Hjørring.
O Sky Blue FC iniciou a temporada em 10 de abril de 2011 em casa contra o Philadelphia Independence. O jogo terminou empatado em 2-2. O time jogou então três partidas fora de casa, perdendo as três antes de voltar para casa para outros dois jogos, obtendo vitórias em ambos. Após mais dois empates e uma vitória, o time estava a ponto de atingir o recorde histórico da liga de mais jogos sem derrota. A marca foi atingida em 21 de maio de 2011, quando o time derrotou o Atlanta Beat por 3-0.
Após sofrer derrotas nos quatro últimos jogos da temporada regular a equipe terminou empatada em quarto lugar com o Boston Breakers. Nos critérios de desempate o time de Boston acabou levando a melhor e ficando com a última vaga nos play-offs.
Logo depois que a WPS anunciou a suspensão da temporada de 2012, o Sky Blue anunciou uma parceria com o time da W-League, New Jersey Wildcats. O acordo estabelecia o compartilhamento do staff técnico entre os dois times, assim sendo, Jim Gabarra tornou-se treinador também do Wildcats.

### Temporada inaugural da NWSL, 2013
Em novembro de 2012 foi anunciado que o Sky Blue FC seria uma das oito equipes que participariam da temporada inaugural da nova liga norte-americana profissional de futebol feminino. Chamada de National Women's Soccer League (NWSL), a liga era patrocinada pelas federações de futebol dos Estados Unidos, Canadá e México e começaria a ser jogada na primavera de 2013.
Em 11 de janeiro de 2013, como parte do processo de alocação de jogadoras dentro da NWSL, as jogadoras americanas Jill Loyden, Kelley O’Hara e Christie Rampone, as canadenses Sophie Schmidt e Melanie Booth e as mexicanas Monica Ocampo e Lydia Rangel foram cedidas à equipe de Nova Jersey. Em 18 de janeiro, o clube escolheu Lindsi Lisonsbee-Cutshall, Kendall Johnson, Ashley Baker e Becky Kaplan no Draft Universitário daquele ano. Em 7 de fevereiro, durante o Draft Suplementar, o time contratou mais seis jogadoras: Katy Frierson, Brittany Cameron, CoCo Goodson, Meghan Lenczyk, Kandace Wilson e Alison Falk.
O Sky Blue FC iniciou sua história na NWSL com uma vitória em casa por 1-0 sobre o Western New York Flash. A meiocampista McCall Zerboni marcou o primeiro gol do time na nova liga. A equipe teve altos e baixos durante a temporada. Ao mesmo tempo que venceu cinco partidas seguidas (entre a quinta e a nona rodada), também perdeu três partidas seguidas (entre a décima sétima rodada e a décima nona rodada). No último jogo da temporada regular o Sky Blue FC empatou fora de casa, por 1-1, com o Washington Spirit. O time terminou a temporada regular em quarto lugar com 36 pontos, 10 vitórias, 6 derrotas e 6 empates. Na semifinal, a equipe acabou sendo eliminada ao perder, fora de casa, por 2-0 para o Western New York Flash.

### Temporada de 2014
O Sky Blue FC começou a temporada de 2014 com um empate por 1-1, fora de casa, contra o FC Kansas City. Durante a primeira parte da temporada regular, a equipe performou muito mal, acumulando apenas três vitórias em 16 jogos, com sete derrotas e 6 empates. Contudo, a contratação da atacante dinamarquesa Nadia Nadim, já quase no final da temporada, ajudou o time a mudar essa situação. Em seis jogos pelo Sky Blue FC, Nadim marcou sete gols e deu três assistências, ajudando o clube a vencer seus últimos cinco jogos na temporada, terminando o ano em sexto lugar com 34 pontos, 9 vitórias, 7 empates e 8 derrotas. O clube ficou fora dos play-offs por apenas um ponto, já que o quarto colocado (e último time a se classificar para os play-offs) Washington Spirit terminou a temporada regular com 35 pontos.

### Temporada de 2015
A pré-temporada foi bastante proveitosa para o Sky Blue FC. Em 16 de fevereiro de 2015, o time anunciou que havia renovado o contrato da artilheira Nadia Nadim para que a mesma jogasse a temporada de 2015 pela equipe. Além disso, no mesmo mês, o time anunciou a contratação da atacante australiana Sam Kerr junto ao Western New York Flash. Kerr, no entanto, só estaria disponível a partir do meio do ano, já que a jogadora disputaria a Copa do Mundo de Futebol Feminino de 2015 pela seleção australiana. Durante o mês de março, o time jogou quatro amistosos e venceu todos os quatro.
Em 12 de abril de 2015, o Sky Blue FC estreou, fora de casa, novamente contra o FC Kansas City. Nadim marcou o único gol da partida aos 29 minutos do primeiro tempo, ajudando o time a estrear com vitória. Contudo, o otimismo inicial logo foi deixado de lado quando o time começou a jogar mal e a não conseguir bons resultados. Entre a segunda e a décima primeira rodada, o time não conseguiu vencer uma partida sequer, acumulando 10 jogos sem vitória (4 empates e 6 derrotas). A partir do meio do ano com a chegada de Sam Kerr, o time achou algum equilíbrio e nos últimos nove jogos da temporada conseguiu quatro vitórias, três empates e sofreu apenas duas derrotas. Kerr foi fundamental para a melhora do time, marcando seis gols e dando duas assistências em nove jogos. O Sky Blue FC terminou a temporada regular em oitavo lugar com 22 pontos, 5 vitórias, 7 empates e 8 derrotas, ficando mais um vez fora dos play-offs da liga.
Em outubro de 2015, o treinador e diretor geral do clube, Jim Gabarra deixou o cargo para assumir a posição de treinador do Washington Spirit.

### Temporada de 2016
O Sky Blue FC abriu a temporada em 17 de abril de 2016, com uma vitória fora de casa, por 2-1 contra o Seattle Reign FC. À época, o Reign era o atual bicampeão do NWSL Shield e nunca antes havia perdido uma partida no Memorial Stadium. Nesse jogo, seis jogadoras do Sky Blue FC nunca tinham sequer entrado em campo em uma partida oficial da NWSL. Infelizmente, essa primeira vitória foi apenas uma das duas que o time conseguiu na primeira parte da temporada. Em nove jogos, a equipe acumulou três derrotas, quatro empates e duas vitórias. Na segunda parte da temporada as performances do time foram bastante instáveis. Ao mesmo tempo em que conseguiu três vitórias seguidas entre a décima segunda e a décima quarta rodada, o time também sofreu três derrotas seguidas entre a décima quinta e a décima sétima rodada. O Sky Blue FC encerrou a temporada regular com uma derrota em casa, por 3-1 contra o Portland Thorns FC. A equipe terminou o ano em sétimo lugar com 26 pontos, 7 vitórias, 5 empates e 8 derrotas.

### Temporada de 2017

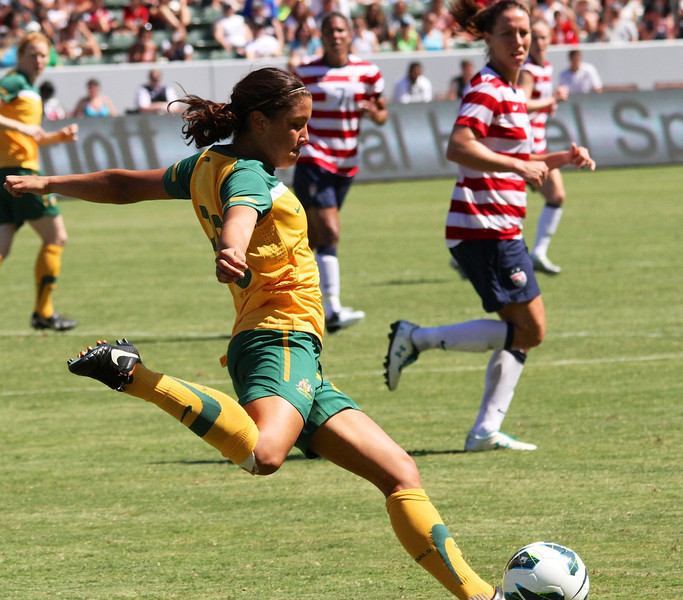
Sam Kerr, melhor jogadora da NWSL em 2017, jogando pela Austrália em 2012

O Sky Blue FC começou o ano vencendo três amistosos nos meses de março e abril. Em 15 de abril de 2017, o time fez seu primeiro jogo oficial da temporada, empatando fora de casa por 1-1 contra o Seattle Reign FC. Esse foi um dos poucos (três no total) empates da equipe na temporada inteira. Durante quase todo o ano o time viveu de extremos, ou ganhava ou perdia a partida, mas quase nunca as empatava. Intercalando vitórias e derrotas o time manteve suas chances de classificação para os play-offs até as últimas rodadas da temporada regular, quando uma série de duas derrotas e um empate entre a vigésima e a vigésima terceira rodada tiraram todas as chances do time de terminar entre as quatro melhores equipes da temporada. Contudo, o Sky Blue terminou o ano com uma vitória, fora de casa, por 4-3 contra o Boston Breakers. No fim, a equipe marcou 33 pontos, com 10 vitórias, 11 derrotas e 3 empates.
Grande parte das 10 vitórias do time na temporada se deveu à participação fundamental de Sam Kerr. A atacante australiana, jogando sua primeira temporada completa pelo Sky Blue FC (havia perdido parte das temporadas de 2015 e 2016 devido à Copa do Mundo de Futebol Feminino de 2015 e aos Jogos Olímpicos de Verão de 2016), teve um ano incrível, marcando 17 gols em 22 jogos e se tornando não apenas a melhor jogadora do time, como também a melhor jogadora da liga. Em 19 de agosto de 2017, Kerr quebrou um dos recordes da NWSL ao marcar 4 gols em uma só partida, na vitória de 5-4 do Sky Blue FC contra o Seattle Reign FC. Devido às suas grandes atuações, Kerr recebeu inúmeros prêmios durante a temporada. Ela ganhou o prêmio de "Melhor Jogadora do Mês" duas vezes seguidas nos meses de maio e junho. Além disso, ela foi incluída quatro vezes seguidas na "Seleção do Mês" entre os meses de maio e agosto. Kerr terminou a temporada como artilheira absoluta da liga com 17 gols (4 à frente de Marta que ficou em segundo lugar) estabelecendo o novo recorde de mais gols marcados em uma única temporada da NWSL e levando para casa, além da "Chuteira de Ouro" o prêmio de "Melhor Jogadora do Ano" (MVP). Kerr foi incluida também na "Seleção do Ano" de 2017.
O treinador Christy Holly que havia assumido o cargo em janeiro de 2016 no lugar de Jim Gabarra, não resistiu a uma série de três derrotas seguidas no final de julho e início de agosto e logo após tomar uma goleada de 5-0 do Orlando Pride acabou pedindo demissão do cargo em 16 de agosto de 2017, sendo substituído até o fim da temporada pelos treinadores assistentes Jill Loyden, Dave Hodgson, Paul Greig e Maria Dorris.

## Ano a ano
| Ano  | Liga | Temporada regular | Playoffs           | Média de público |
| ---- | ---- | ----------------- | ------------------ | ---------------- |
| 2009 | WPS  | 4° lugar          | Campeões           | 3,651            |
| 2010 | WPS  | 5° lugar          | Não se classificou | 3,320            |
| 2011 | WPS  | 5° lugar          | Não se classificou | 2,033            |
| 2013 | NWSL | 4° lugar          | Semi-Finais        | 1,664            |
| 2014 | NWSL | 6° lugar          | Não se classificou | 1,640            |
| 2015 | NWSL | 8° lugar          | Não se classificou | 2,189            |
| 2016 | NWSL | 7° lugar          | Não se classificou | 2,162            |
| 2017 | NWSL | 6° lugar          | Não se classificou | 2,613            |

## Torcida
O Cloud 9 é a torcida organizada oficial do Sky Blue FC. Quando o time joga em casa, o Cloud 9 costuma ficar no Setor 9 do Yurcak Field. Eles também viajam para dar apoio ao time em seus jogos fora de casa.

## Transmissão dos jogos
A partir de abril de 2017, todos os jogos do Sky Blue FC são transmitidos com exclusividade para o público americano via streaming pelo Go90 e para o público internacional através do site da NWSL. Como parte do acordo de três anos entre a NWSL e a A&E Networks, o canal Lifetime transmite um jogo da liga por semana aos sábados à tarde, em um programa chamado "Jogo da Semana da NWSL". Na temporada de 2017, quatro partidas do Sky Blue foram transmitidas nacionalmente no "Jogo da Semana" em 13 e 20 de maio, 1 de julho e 12 de agosto.
Antes desse acordo com a A&E Networks, os jogos do Sky Blue FC eram transmitidos para o mundo todo via streaming pelo Youtube. As partidas eram narradas por Corey Cohen com comentários de Dan Lauletta. Evan Davis apresentava o show do intervalo com produção da NJ Discover.

## Treinadores da equipe
Informação corrigida em 15 de novembro de 2017. Apenas jogos competitivos (temporada regular e playoffs) são contados. Apenas vitórias, derrotas e empates no tempo regulamentar são contadas. Os resultados obtidos em penalidades máximas ao final do tempo regulamentar não são contados.
| Nome                   | Nacionalidade    | Período                                      | J  | V  | E  | D  | GA | GC | Vitórias% | Honras         |
| ---------------------- | ---------------- | -------------------------------------------- | -- | -- | -- | -- | -- | -- | --------- | -------------- |
| Ian Sawyers            | Inglaterra       | 5 de Março de 2008 – 23 de Maio de 2009      | 6  | 1  | 2  | 3  | 3  | 5  | 16.67     |                |
| Kelly Lindsey [A]      | Estados Unidos   | 23 de Maio de 2009 – 29 de Julho de 2009     | 12 | 5  | 3  | 4  | 13 | 12 | 41.67     |                |
| Christie Pearce [B]    | Estados Unidos   | 30 de Julho de 2009 – 29 de Setembro de 2009 | 5  | 4  | 0  | 1  | 6  | 4  | 80.00     | Campeõs da WPS |
| Pauliina Miettinen [C] | Finlândia        | 29 de Setembro de 2009 – 19 de Julho de 2010 | 14 | 5  | 3  | 6  | 12 | 16 | 35.71     |                |
| Rick Stainton [D]      | Estados Unidos   | 19 de Julho de 2010 – 7 de Outubro de 2010   | 10 | 2  | 4  | 4  | 8  | 15 | 20.00     |                |
| Jim Gabarra            | Estados Unidos   | 7 de Outubro de 2010 – 14 de Outubro de 2015 | 94 | 29 | 29 | 26 | 68 | 87 | 30.85     |                |
| Christy Holly [E]      | Irlanda do Norte | 13 de Janeiro de 2016 – 16 de Agosto de 2017 | 38 | 14 | 7  | 17 | 53 | 67 | 36.84     |                |
| Denise Reddy [F]       | Estados Unidos   | 15 de Novembro de 2017 –                     | 0  | 0  | 0  | 0  | 0  | 0  | —         |                |

Notas
A ^ Nomeada treinadora interina em 23 de Maio de 2009 depois que Ian Sawyers foi suspenso por tempo indefinido de suas funções como Treinador e Diretor Geral da equipe. Ela foi apontada de forma permanente em 19 de Junho de 2009.
B ^ Apontada treinadora interina depois que Kelly Lindsey pediu demissão do cargo em 30 de Julho de 2009.
C ^ Nomeada Treinadora em 29 de Setembro de 2009, no entanto, ela só efetivamente assumiu o time depois que seu contrato com o PK-35 Vantaa terminou.
D ^ Apontado como Treinador em 19 de Julho de 2010 depois que Pauliina Miettinen deixou o cargo.
E ^ Nomeado Treinador em 13 de Janeiro de 2016, junto com Paul Greig (treinado assistente) e Jillian Loyden (treinadora de goleiros). Deixou o cargo em 16 de Agosto de 2017, enquanto os assistentes Jill Loyden, Dave Hodgson, Paul Greig and Maria Dorris permanceram até o final da temporada.
F ^ Apontado Treinador em 15 de Novembro de 2017.

## Estádios

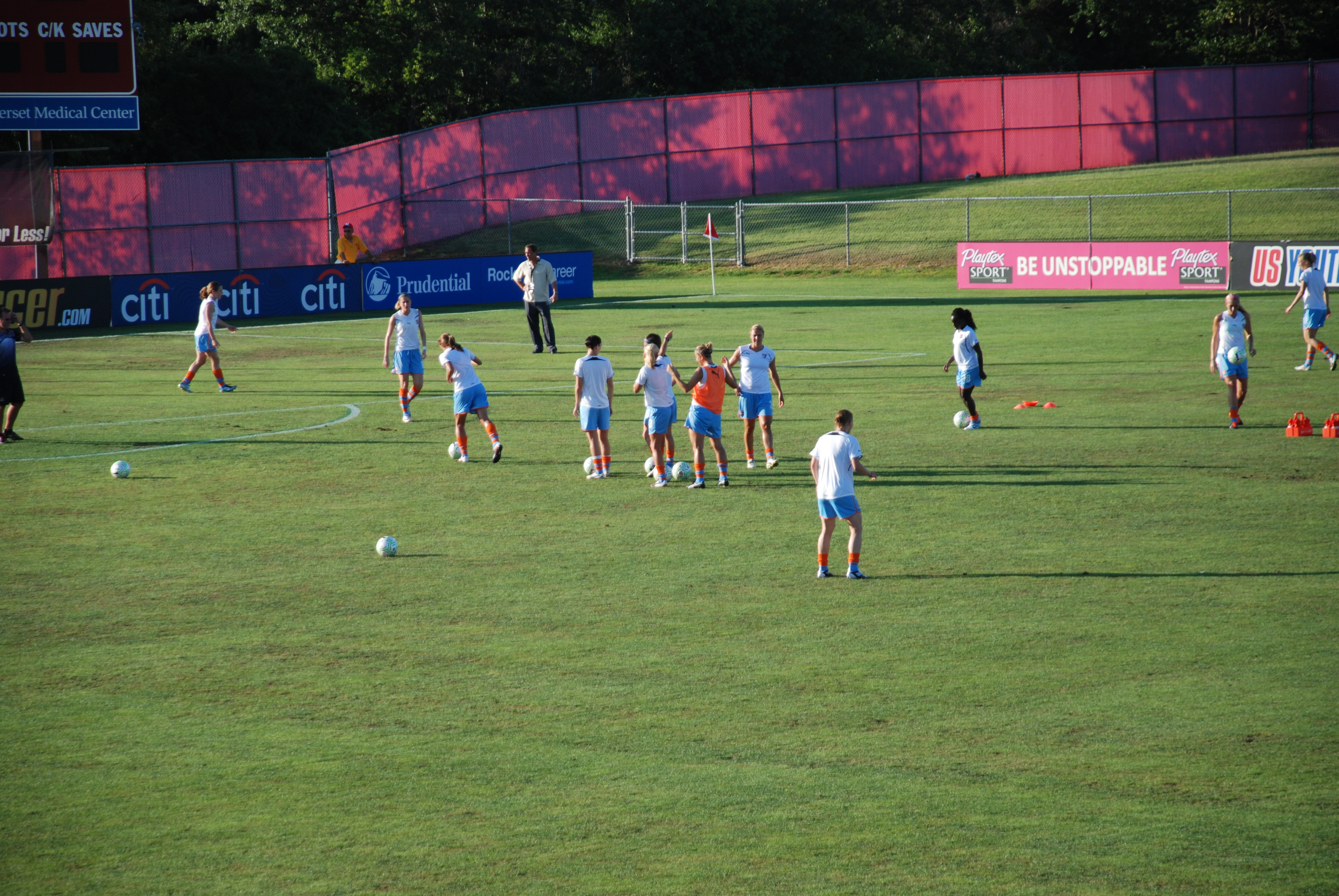
Jogadoras do Sky Blue FC durante o aquecimento antes de um jogo da WPS no Yurcak Field em 2011

O Sky Blue FC jogou os dois primeiros jogos de sua história em 2009 no TD Bank Ballpark em Bridgewater, Nova Jersey. Desde então, o Yurcak Field em Piscataway, Nova Jersey tem sido a casa do time. O estádio, que é desenhado especificamente para a pratica do futebol, fica dentro do campus da Universidade Rutgers e possui capacidade para 5,000 pessoas. Além do Sky Blue FC, os times de futebol masculino e feminino da Universidade Rutgers mandam seus jogos no local.

## Honras e prêmios

### Competições nacionais
- NWSL Championship (1): 2023
- Women's Professional Soccer' (1): 2009

### Competições internacionais
- Copa dos Campeões Feminina da CONCACAF (1): 2024-25